# Сражение при Вероне (1799)
Сражение при Вероне (нем. Schlacht bei Verona) – ряд боёв, произошедших с 26 по 30 марта 1799 года, между армией Французской республики и войсками Габсбургской монархии во время эпохи французских революционных войн. Это сражение стало первым столкновением на итальянском фронте между французами и австрийцами после начала Войны второй коалиции.

## Силы и планы сторон
Перед началом Войны второй коалиции австрийцы разместили в северной Италии 69 000 пехотинцев (87 батальонов), 12 000 кавалеристов (60 эскадронов) и 350 орудий. Кроме того, ожидался подход российского контингента силой в 30 000 под верховным командованием генерал-фельдмаршала А. В. Суворова. Австрийцами командовал генерал Край, обязанности генерал-квартирмейстера (начальника штаба) исполнял генерал Шателер. Французские силы насчитывали 116 000 человек, но для операций в Северной Италии было около 40000 пехотинцев и 6000 кавалеристов. Бывший военный министр Директории генерал Шерер возглавил армию.
Когда 7 марта в штаб-квартире в Падуе лейтенант-фельдмаршал Край получил известие об открытии боевых действий, он приказал тыловым войскам  постепенно продвигаться к Адидже. В результате плана операции, который был получен только 21 марта, он должен был наступать на реку Адда через Брешию и Бергамо, чтобы взять с тыла долины, ведущие к Тиролю, Граубюндену и Вальтеллине, а затем освободить Тироль. Мантуя должна была временно блокирована, но Пескьера осаждена.
У Шерера был приказ переправиться через Адидже возле Вероны, взять Верону, позволить левому крылу продвинуться к Тренто и отбросить австрийцев за Бренту и Пьяве, чтобы соединиться с французскими армиями, наступающими в Швейцарии и Швабии. Шерер знал, что австрийская армия еще не сосредоточена и не подкреплена российскими войсками Суворова, поэтому решил без промедления атаковать противника.

## Бой у Пастренго
В 3 часа ночи 26 марта дивизия Серрюрье (7000 человек) подошла к линии австрийских застав и без труда сбила их, а затем продвинулась к Риволи через Лацизе, Бардолино, Инкази. Французская флотилия одновременно вытеснила австрийскую на озере Гарда. Вскоре после этого появился Шерер с дивизией Дельма (7500 человек), за ней последовала дивизия Гренье (7500 человек). Одна бригад была отправлена на Адидже против Буссоленго. Дельма встретил упорное сопротивление Эльсница у Пастренго, и только подход второй бригады Гренье позволил сбить Эльсница с позиций, отступление которого превратилось в бегство через мосты на Адидже. Бой закончился в 8 утра. Австрийцы потеряли почти все орудия и 3536 человек. Эльсниц повел остальную часть своего отряда в Бароне, чтобы прикрыть дорогу на Верону. Невероятно, но Шерер удовлетворился этим успехом, вместо того чтобы отбросить своего полуразбитого противника к Вероне, в двух милях от поля битвы, и тем самым облегчить атаку Моро.

## Бой у Вероны
Под Вероной у фельдмаршал-лейтенанта Кайма было около 17 000 человек, из которых три батальона занимали города Кьеве, Кроче-Бьянка-Сан-Массимо, Санта-Лючия, Томба и Томбетта, располагавшиеся полукругом впереди крепости. Два батальона и два эскадрона стояли у гласиса для поддержки оставшихся в крепости войск. Генерал Моро двинулся вперед около 4 часов утра с дивизиями Виктора (8 200 человек) и Атри (6300 человек). Самые сильные колонны направились к Сан-Массимо и Санта-Лючии и атаковали их. Хотя эти посты упорно оборонялись, Санта-Лючия вскоре была взята, после чего Виктор направился на Верону. Когда Кайм смог оценить силы врага, он вступил в бой, которая с переменным успехом продолжился до наступления темноты. Французы 7 раз штурмовали Сан-Массимо, но не смогли взять и ночью отступали к Доссобуоно и Каса-ди-Давиде. С австрийской стороны  общие потери составили 2600 человек. Потери французов убитыми и ранеными составили 2000 человек.

## Бой у Леньяго
Дивизия генерала Монришара (9000 человек) прибыла к Леньяго в утренние часы, и его авангард предпринял две безуспешные попытки атаковать крепость, после чего по нему открыли огонь из 14 орудий. Край, находившийся в лагере под Бевилаква с 22 000 человек, немедленно двинулся к Леньяго, но долгое время колебался здесь и только в 4 часа дня решил нанести удар по противнику дивизией Фрелиха (10 000 человек). Атака велась тремя колоннами, направленными на деревни: Ангьяри, Сан-Пьетро и Галло. Ангьяри была быстро взята, а находившийся там французский отряд в беспорядке отброшен за Менаго. У Сан-Пьетро французы оказали более упорное сопротивление и отошли только тогда, когда с фланга подошла следующая австрийская колонна. Местность, испещренная канавами и изгородями, и сгущающаяся тьма облегчили отступление Монришара. Французы потеряли 14 орудий и 500 пленных. По австрийским данным, число убитых и раненых французов составило 2000 человек. Австрийцы потеряли 740 человек.

## Результаты
Таким образом, каждая из двух армий одержала победу на одном фланге, но потерпела поражение на другом, а бой в центре имел неопределенный результат. Однако, поскольку французы одержали победу при Пастренго в 8 часов утра, а австрийцы при Леньяго лишь поздно вечером, положение последних было во всех отношениях более невыгодным. Шерер не умел воспользоваться преимуществом, ему не хватило ни ясности взгляда, ни решимости. Он не решился форсировать Адидже левым флангом и два дня бездействовал.